# Gare de Heiligenberg - Mollkirch
La gare de Heiligenberg - Mollkirch est une gare ferroviaire française de la ligne de Strasbourg-Ville à Saint-Dié, située au lieu-dit Gare de Heiligenberg, sur le territoire des communes de Heiligenberg et de Mollkirch, près de Grendelbruch, dans la collectivité européenne d'Alsace, en région Grand Est.
Elle est mise en service en 1880 par la Direction générale impériale des chemins de fer d'Alsace-Lorraine (EL).
C'est une halte voyageurs de la Société nationale des chemins de fer français (SNCF), du réseau TER Grand Est, desservie par des trains express régionaux.

## Situation ferroviaire
Établie à 220 mètres d'altitude, la gare de Heiligenberg - Mollkirch est située au point kilométrique (PK) 28,105 de la ligne de Strasbourg-Ville à Saint-Dié, entre les gares de Gresswiller et d'Urmatt.
Le document de référence du réseau (DRR) pour l'horaire de service 2017 indique que la gare dessert une installation terminale embranchée.

## Histoire
Le 16 janvier 1877, la commune de Grendelbruch demande instamment l'ouverture d'une station à la confluence de la Magel et de la Bruche. Il n'y a pas de station lors de la mise en service, le 15 octobre 1877, de la section de ligne de Mutzig à Rothau par la Direction générale impériale des chemins de fer d'Alsace-Lorraine.
Le vœu est satisfait en 1880 avec l'ouverture de la station de Heiligenberg.
Le 19 juin 1919, la gare entre dans le réseau de l'Administration des chemins de fer d'Alsace et de Lorraine (AL), à la suite de la victoire française lors de la Première Guerre mondiale. Puis, le 1er janvier 1938, cette administration d'État forme avec les autres grandes compagnies la SNCF, qui devient concessionnaire des installations ferroviaires de Heiligenberg. Cependant, après l'annexion allemande de l'Alsace-Lorraine, c'est la Deutsche Reichsbahn qui gère la gare pendant la Seconde Guerre mondiale, du 1er juillet 1940 jusqu'à la Libération (en 1944 – 1945).
En 2014, c'est une gare voyageurs d'intérêt local (catégorie C : moins de 100 000 voyageurs par an de 2010 à 2011), qui dispose de deux quais, d'un abri et d'une traversée de voie à niveau par le public (TVP). La même année, la SNCF estime la fréquentation de la gare à 27 057 voyageurs.

## Fréquentation
De 2015 à 2024, selon les estimations de la SNCF, la fréquentation annuelle de la gare s'élève aux nombres indiqués dans le tableau ci-dessous.
| Année     | 2015   | 2016   | 2017   | 2018   | 2019   | 2020   | 2021   | 2022   | 2023   | 2024   |
| --------- | ------ | ------ | ------ | ------ | ------ | ------ | ------ | ------ | ------ | ------ |
| Voyageurs | 26 619 | 26 880 | 25 236 | 24 619 | 26 388 | 17 456 | 19 093 | 20 988 | 19 886 | 18 027 |

## Service des voyageurs

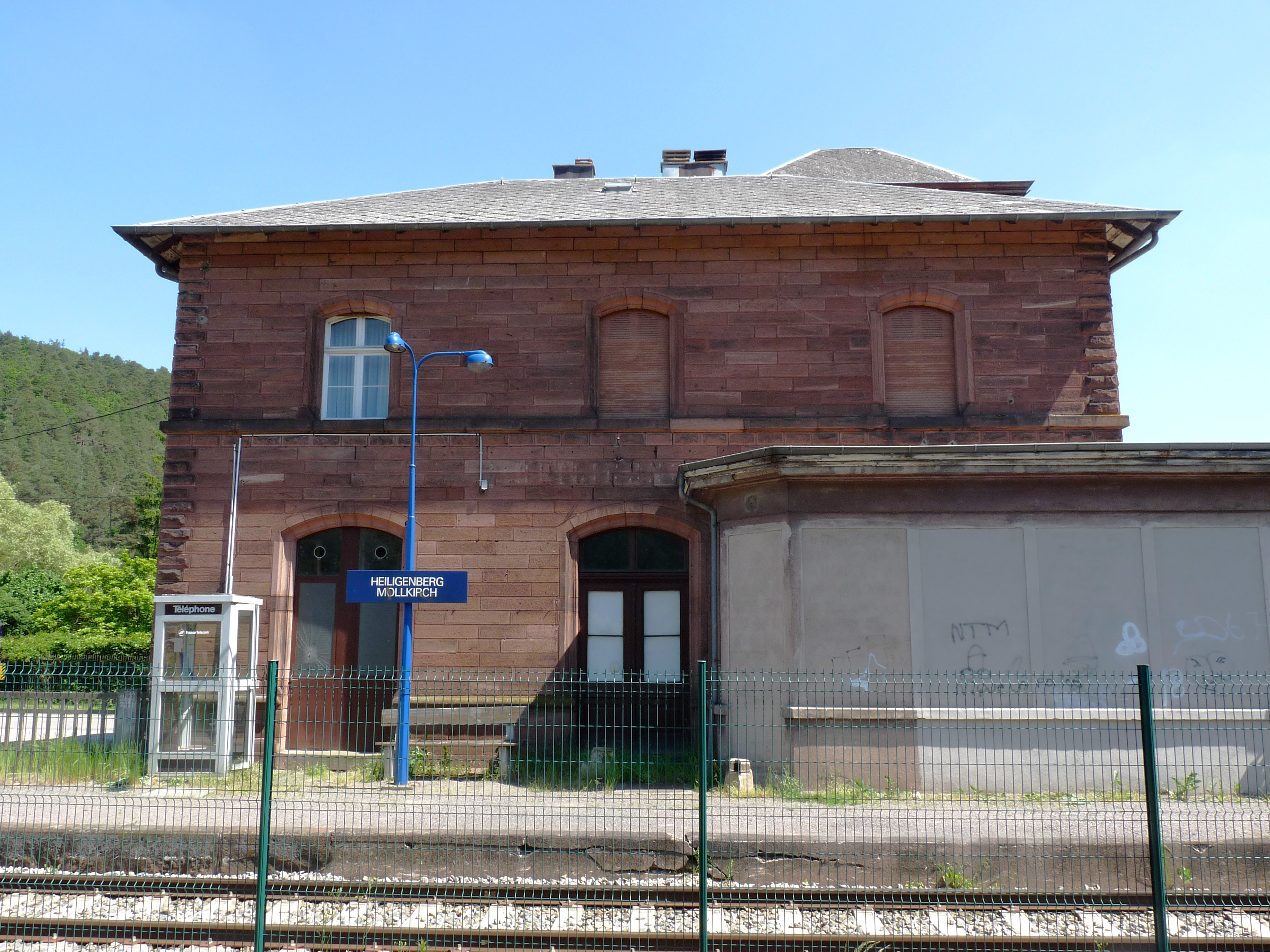
Ancien bâtiment voyageurs, côté quais.

### Accueil
Halte SNCF, c'est un point d'arrêt non géré (PANG) à accès libre. Elle n'est pas équipée d'automates pour l'achat de titres de transport.
Elle dispose d'une traversée de voie à niveau par le public (TVP).

### Desserte
Heiligenberg - Mollkirch est une halte voyageurs du réseau TER Grand Est, desservie par des trains express régionaux de la relation : Strasbourg-Ville - Saales - Saint-Dié-des-Vosges (ligne 08).

### Intermodalité
Un parking pour les véhicules y est aménagé.

## Patrimoine ferroviaire
L'ancien bâtiment voyageurs, construit en 1880, est de type « donjon » avec une tour carrée qui dessert un édifice de base rectangulaire, à deux ouvertures, avec un étage sous combles et toiture à quatre pans. Les murs sont en pierre de taille rouge et les angles en moellons de grès rouge.